# Airco DH.2
Die Airco DH.2 war ein Doppeldecker-Flugzeug des britischen Herstellers Airco und die zweite Konstruktion von Geoffrey de Havilland für dieses Unternehmen. Sie gilt als das erste erfolgreiche britische Jagdflugzeug des Ersten Weltkriegs.

## Entwicklung
Diese Maschine war als einsitziger Jagdaufklärer konstruiert und eine verkleinerte Version ihres Vorgängers DH.1, einem zweisitzigen Aufklärer. Bei geringeren Abmessungen war sie wie die DH.1 ein zweistieliger Doppeldecker mit ungestaffelten, gleich großen stoffbespannten Holztragflächen, wobei alle Flächen mit Querrudern ausgestattet waren. Der Rumpf bestand aus einer unverkleideten Holzrahmenkonstruktion. Vier verstrebte Stahlrohre trugen Seitensteuer und Heckleitwerk. In der Gondel vorn nach links versetzt war ein Lewis-MG mit einem Trommelmagazin mit 47 Schuss montiert, in der Gondel waren Halterungen für vier Reservemagazine angebracht.
Durch die kleineren Abmessungen in Verbindung mit diversen Änderungen an der Aerodynamik war dieses Flugzeug strömungsgünstiger als die DH.1, zudem war die DH.2 im Verhältnis zur DH.1 strukturell verstärkt und hatte eine stärkere Motorisierung – einen 9-Zylinder-Umlaufmotor Gnôme Monosoupape mit 74 kW (100 PS) – der wie schon beim Vorgänger auf einen Druckpropeller wirkte.

## Einsatz
Der Erstflug des Prototyps DH.2 (4732) erfolgte am 1. Juni 1915. Dieser wurde am 26. Juli 1915 an die Squadron 5 des Royal Flying Corps in Frankreich zur Einsatzerprobung übergeben. Das Flugzeug kam jedoch am 9. August von einem Feindflug nicht mehr zurück, kurz darauf warf ein deutsches Flugzeug die Meldung ab, dass dessen Pilot Captain R. Maxwell-Pike verwundet gefangen genommen und dann im Lazarett seinen schweren Verletzungen erlegen war. Die Maschine hatte sich zwar bei der Notlandung überschlagen, konnte jedoch leicht beschädigt geborgen werden und lieferte der deutschen Seite die Möglichkeit, dessen Technik genau zu untersuchen; das bis dahin unbekannte Baumuster wurde jedoch irrtümlich aufgrund der Gitterrumpfbauweise als „Vickers-Typ“ identifiziert.
Dennoch wurde die Serienfertigung mit geringfügigen Änderungen – eine bewegliche MG-Aufhängung zentral vorn in der Gondel und modifizierter Treibstoffzuführung und Zusatztank an der oberen Tragfläche – aufgenommen, Ende Dezember erreichten die ersten Flugzeuge die Front in Frankreich. Am 10. Januar 1916 gingen die ersten Flugzeuge an die Squadron 24, die am 1. September 1915 unter dem Kommando von Major Lanoe Hawker aufgestellt worden war und bisher über einen buntgemischten Flugzeugbestand verfügte. Die Squadron sollte nun einheitlich auf DH.2 umgerüstet werden und verlegte am 7. Februar mit zwölf Maschinen zum Fronteinsatz nach Frankreich, wo sie am 10. Februar den Flugplatz Bertangles im Somme-Abschnitt bezog.
So kam es erst am 19. März zu einem ersten Kampfeinsatz; dabei erwies sich die Maschine durch die hervorragende Sicht des Piloten, ihre Stabilität, Wendigkeit und Steigfähigkeit als erstklassiges Jagdflugzeug, das die bisher äußerst gefürchteten Fokker-E.III-Eindecker auf deutscher Seite auskurven und übersteigen konnte. Damit konnte das R.F.C. erstmals der deutsche Luftherrschaft über der Westfront (vgl. Fokker-Plage) etwas entgegensetzen: Am 2. April 1916 gelang über Bapaume der erste Abschuss eines Feindflugzeugs. Als die Staffel am 25. April einer von mehreren Fokkern bedrängten Formation von B.E.-Zweisitzern zu Hilfe eilte, gelang gar der Abschuss eines Fokker-Eindeckers. Inzwischen waren auch die Staffeln 29 und 32 mit DH2 ausgestattet, weitere Maschinen gingen an die Squadrons 5, 11 und 18. Hawker gab seinen Piloten die Devise: „Attack everything – Greift alles an!“ und so folgten weitere schwere Luftgefechte; das Tagebuch der Squadron verzeichnete zwischen dem 8. April 1916 und dem 25. Mai 1917 774 Kampfeinsätze und 44 Abschüsse. Im März griffen nun auch die 32. und im Mai die 29. Squadron mit DH.2 in die Kämpfe ein. Besonderes Aufsehen erregte der Führer der Squadron 32 Major L.W.B. Rees, der am 1. Juli allein mit seiner DH.2 eine Formation von zehn feindlichen Bombern angriff, ein Feindflugzeug abschoss und dann durch fortgesetzte hartnäckige Attacken die Formation aufsprengte, was ihm die Auszeichnung mit dem Victoria-Kreuz einbrachte. Auch James McCudden – später mit 57 Abschüssen einer der erfolgreichsten Jagdflieger des Krieges – errang auf einer DH.2 die ersten Luftsiege. Die DH.2 trugen somit wesentlich dazu bei, dass die Alliierten im Juli 1916 zum Beginn der Somme-Schlacht die Luftüberlegenheit erringen konnten.
Das Flugzeug hatte eine Flugdauer von bis zu zweidreiviertel Stunden. Um in 3.000 Meter Höhe zu steigen benötigte es 25 Minuten, die Dienstgipfelhöhe lag bei 4.300 Meter.

### Schwächen
Die Piloten mussten zunächst die DH.2 beherrschen lernen; sie drohte, bedingt durch die ungünstige Schwerpunktlage und den Drall des Rotationsmotors, bei Steuerungsfehlern außer Kontrolle zu geraten und abzutrudeln. Der Motor galt als nicht besonders zuverlässig; als „Cylindricitis“ bezeichneten die Piloten spöttisch dessen chronische Pannenanfälligkeit. Das Zielen mit der ursprünglichen beweglichen Maschinengewehraufhängung, bei der Pilot gleichzeitig das MG in Anschlag bringen und die Maschine steuern musste, wurde durch die Piloten durch eine zentrale Arretierung des MG umgangen; sie richteten das Flugzeug direkt auf das Ziel aus. Des Weiteren machte der umständliche Magazinwechsel im Kampfeinsatz Probleme, einige Piloten brachten daher zwei MG im Rumpf an, um nach dem Verschuss der ersten 47 Schuss weiter feuerbereit zu sein. Hawker montierte daher mit seinem Mechaniker W.L. French zwei Munitionstrommeln zusammen, um das Nachladen zu beschleunigen, bis später auch die größeren 97-Schuss-Magazine geliefert wurden. Der Royal Naval Air Service lehnte die Maschine zugunsten der Sopwith Pup ab, welche sich bereits in der Entwicklung befand.
Airco DH.2 im Leistungsvergleich
| Name                             | Motorstärke     | Höchstgeschwindigkeit | Startmasse | MG | Gipfelhöhe |
| -------------------------------- | --------------- | --------------------- | ---------- | -- | ---------- |
| Fokker E.III                     | 100 PS (74 kW)  | 140 km/h              | 610 kg     | 1  | 3600 m     |
| Airco DH.2                       | 100 PS (74 kW)  | 150 km/h              | 654 kg     | 1  | 4265 m     |
| Nieuport 11                      | 80 PS (59 kW)   | 156 km/h              | 480 kg     | 1  | 4700 m     |
| Albatros D.I (ab September 1916) | 160 PS (118 kW) | 175 km/h              | 898 kg     | 2  | 6000 m     |

Als im Herbst 1916 die neu aufgestellten deutschen Jastas (Jagdstaffeln) mit ihren leistungsfähigen Albatros-D.I-, D.II- und Halberstadt-Jagdflugzeugen an der Front in die Kämpfe eingriffen, erwiesen sich die langsameren und von der Feuerkraft her unterlegenen britischen Druckschrauber (DH.2, F.E.2b, F.E.8) als nicht mehr zeitgemäß. Bezeichnend für diese Wende im Kriegsgeschehen war der berühmte Luftkampf, in dem einer der zu diesem Zeitpunkt erfolgreichsten englischen Jagdflieger, Major L.G. Hawker (DH.2/5964), am 23. November 1916 den Tod fand: Er wurde nach langem Kurvenkampf, als er im Stechflug zu entkommen suchte, von Manfred Freiherr von Richthofen auf der viel schnelleren Albatros D II abgeschossen.

### Übergang in Trainingseinheiten
Auch der Einbau eines leistungsfähigeren Le-Rhône-Motors 9J mit 110 PS half nicht mehr: Ab März 1917 wurde die DH.2 bei der Squadron 29 durch Nieuport 17 ersetzt, im Mai erhielt die Squadron 24 neue Airco DH.5, und Ende Juni waren schließlich alle DH.2 von der Westfront zurückgezogen. Lediglich bei der 111. Squadron in Palästina, bei der Squadron 47 in Mazedonien und in der Heimatverteidigung blieb die DH.2 noch einige Zeit im Kampfeinsatz, bis auch deren „Gitterrümpfe“ an Trainingseinheiten abgegeben wurden.
Bis Herbst 1918 wurden die DH.2 endgültig von der RAF ausgemustert.

## Militärische Nutzung
Vereinigtes Königreich
- Royal Flying Corps

### Einsatzverbände
- 5. Squadron RFC (Westfront)
- 11. Squadron RFC (Westfront)
- 18. Squadron RFC (Westfront)
- 24. Squadron RFC (Westfront)
- 29. Squadron RFC (Westfront)
- 32. Squadron RFC (Westfront)
- 47. Squadron RFC, 'A'-Flight (Mazedonien)
- gemischte Squadron RFC/RNAS (Mazedonien)
- 111. Squadron RFC (Palästina)
- Wing 5/14. Squadron RFC (Palästina)
- X-Flight Akaba
- 6. Reserve-Squadron (England)
- 10. Reserve-Squadron (England)
- 15. Reserve-Squadron (England)
- 22. Training-Squadron (Ägypten)

## Bilder

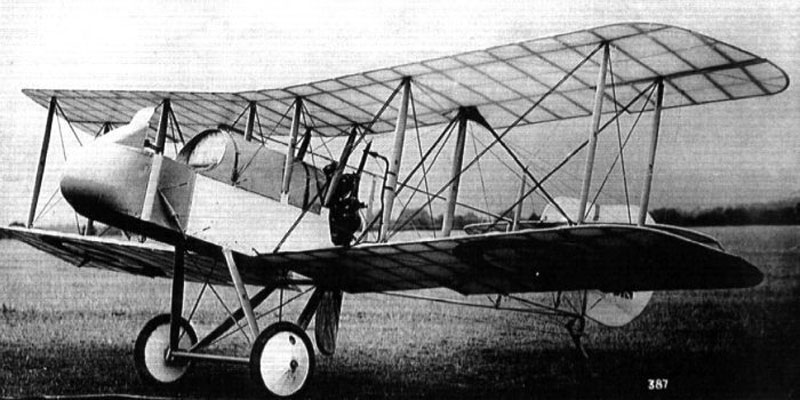
Unbewaffneter Prototyp
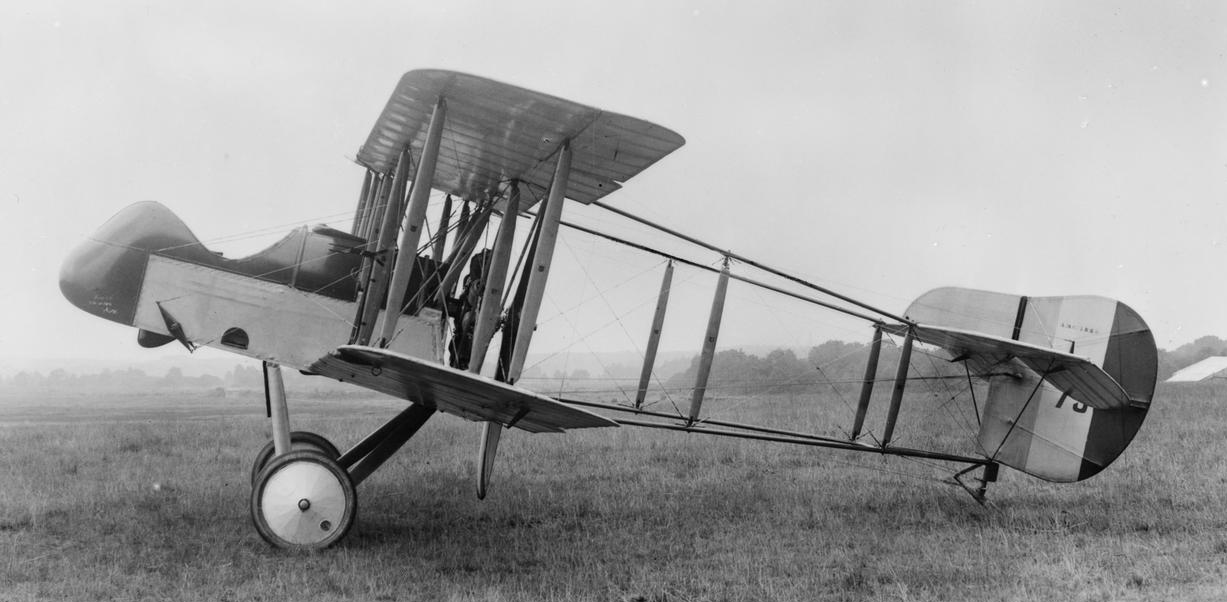
Seitenansicht
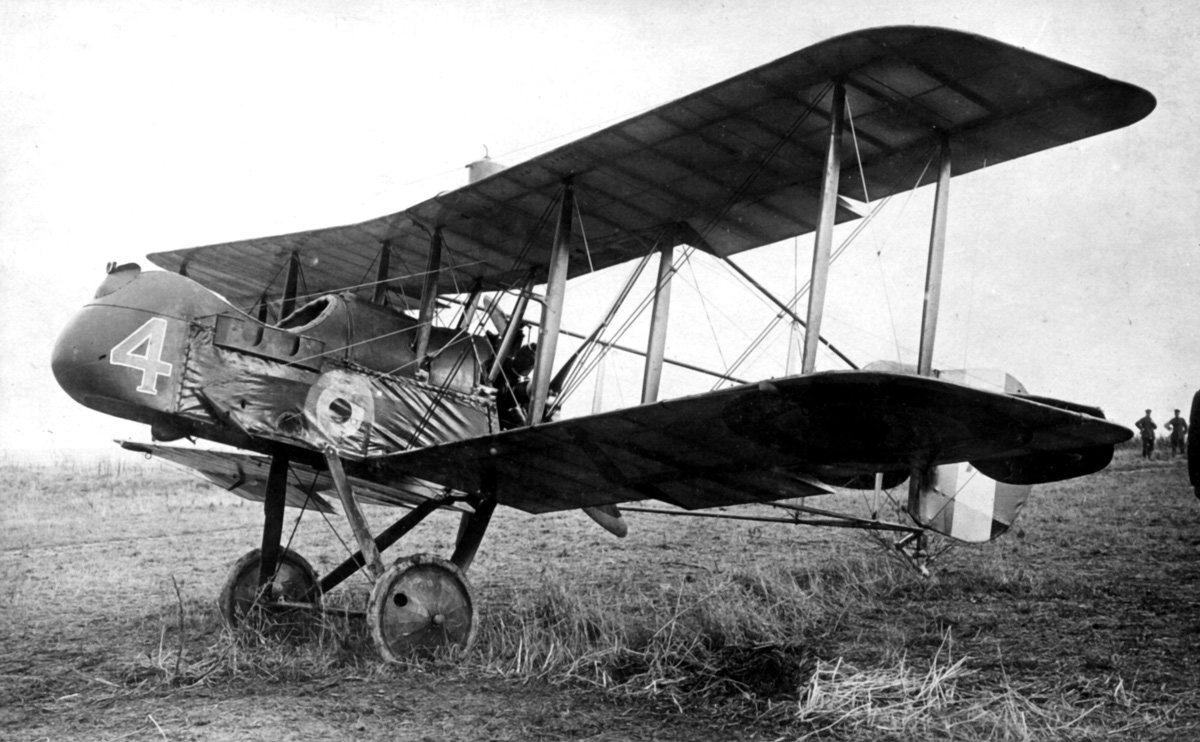
D.H.2 des 'A'-Flight der No. 24 Squadron des RFC in Bertangles
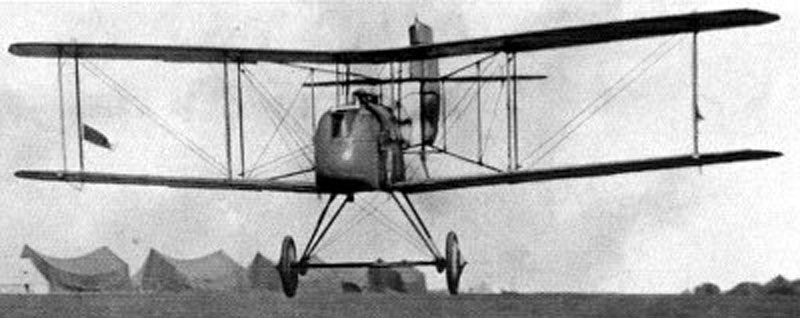
D.H.2 mit Wimpeln eines Staffelführers im Landeanflug
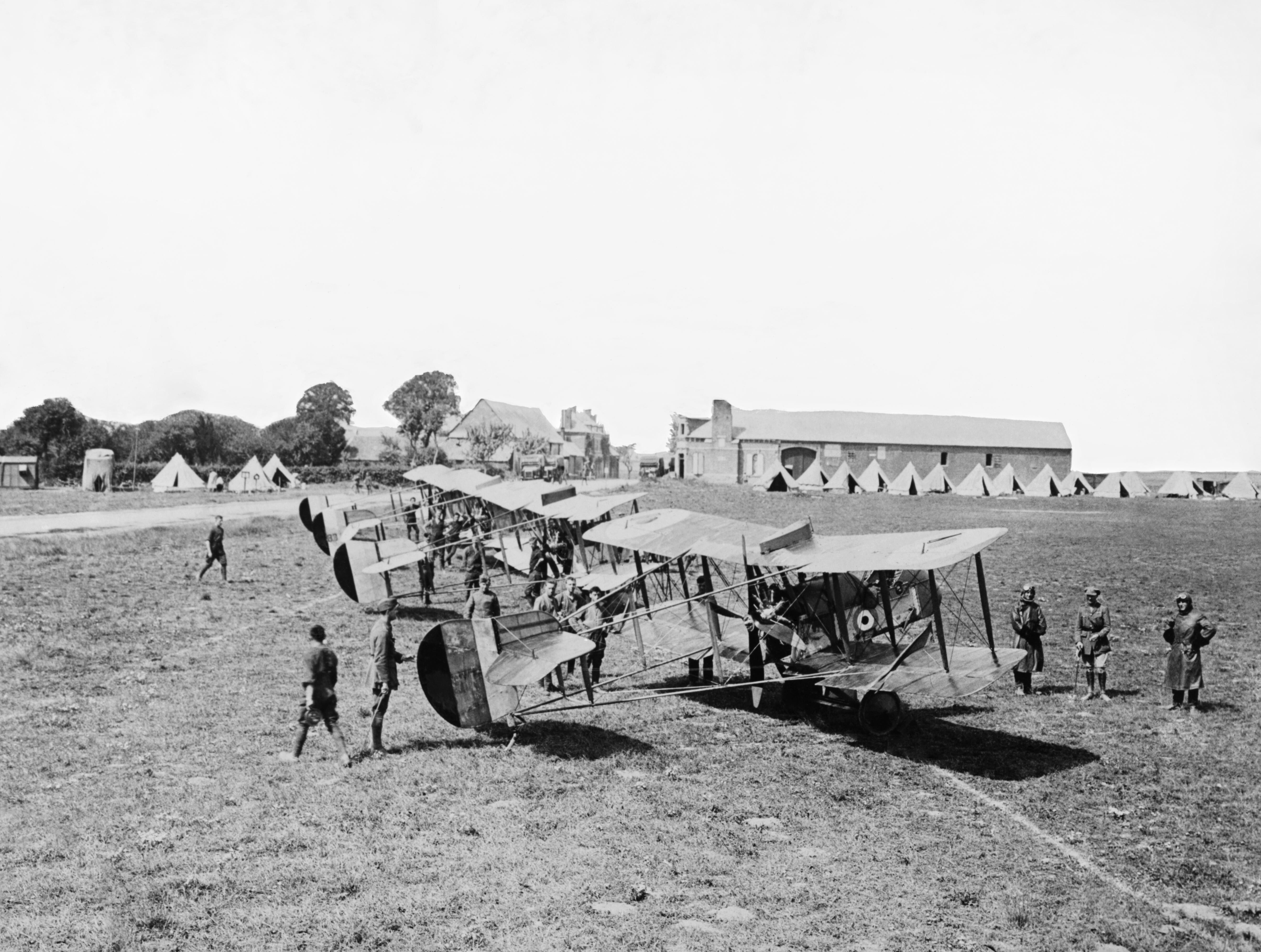
Airco D.H.2 der No. 32 Squadron RFC auf dem Flugplatz Beauval 1916.
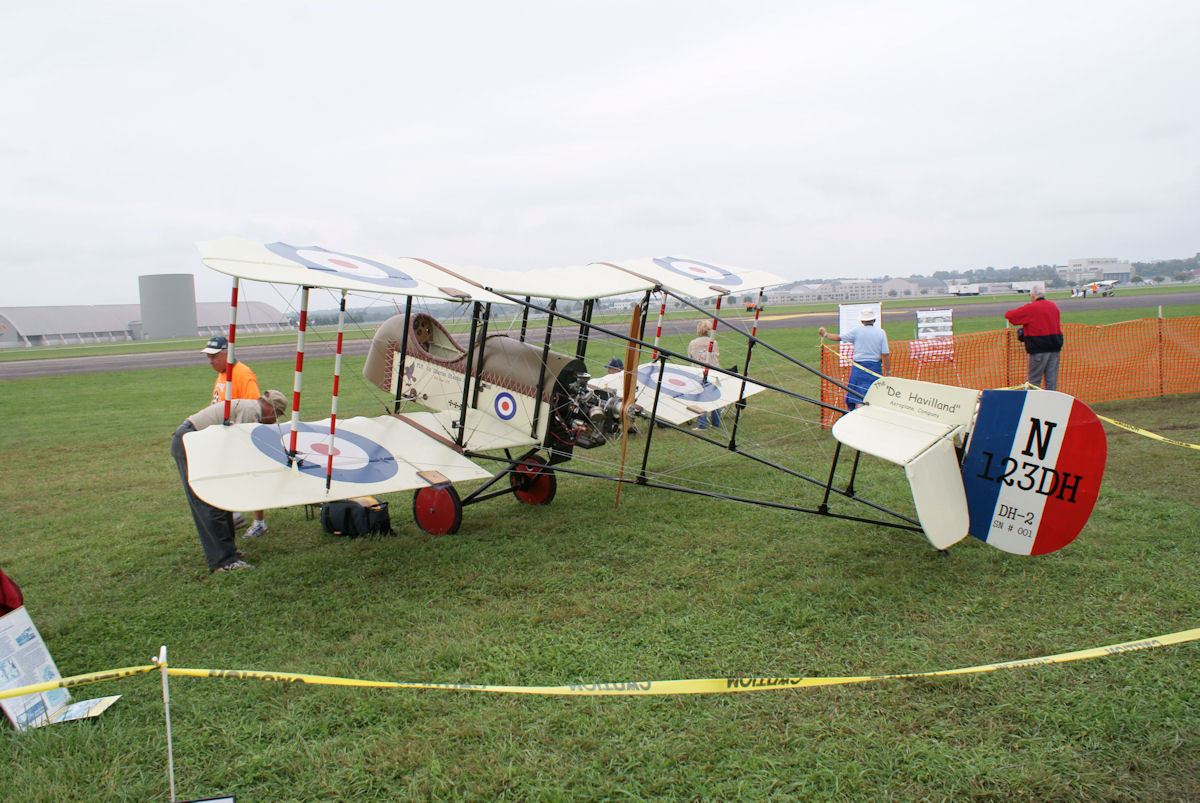
Nachbau einer D.H.2
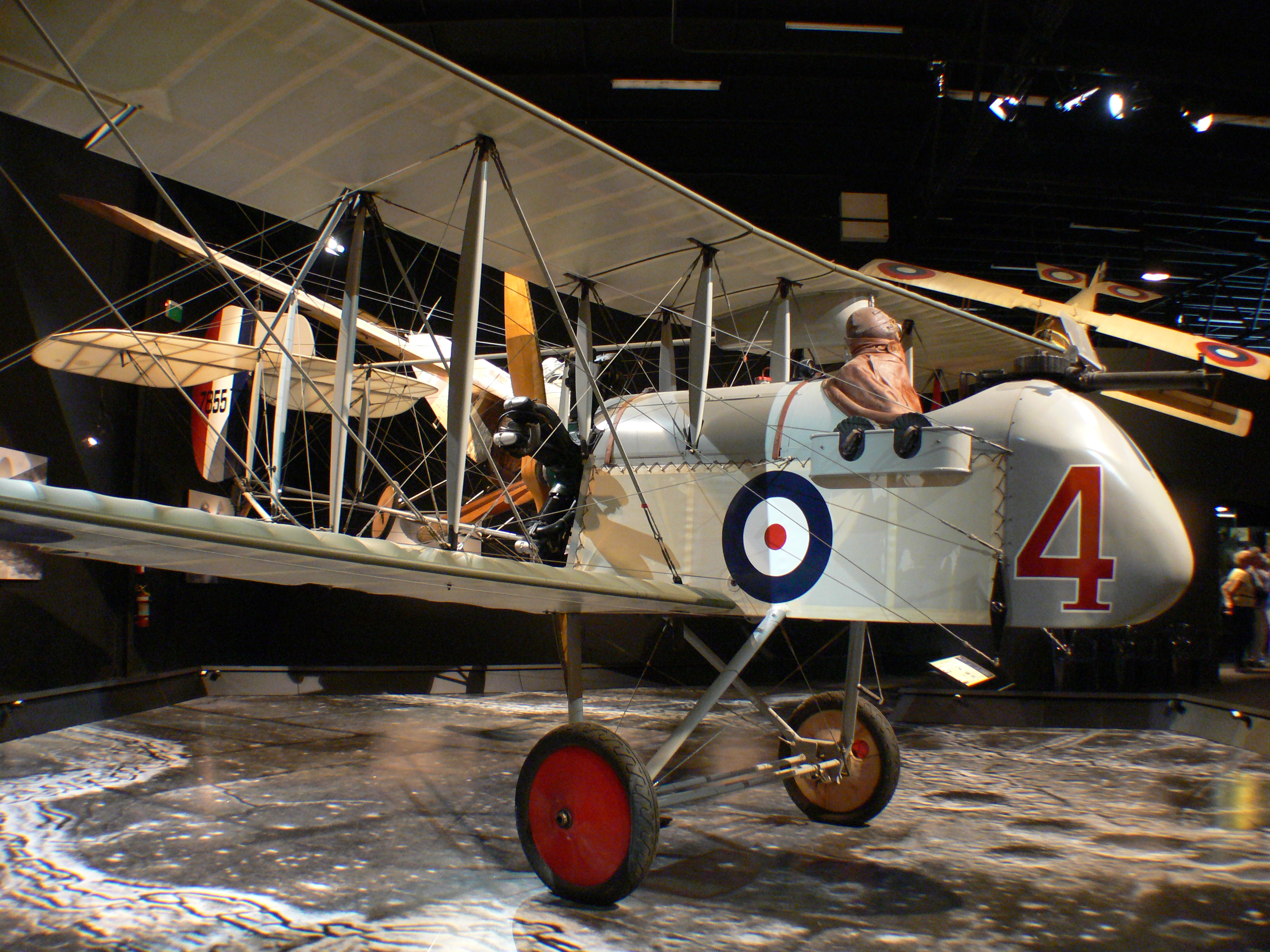
D.H.2 im Omaka Aviation Heritage Centre
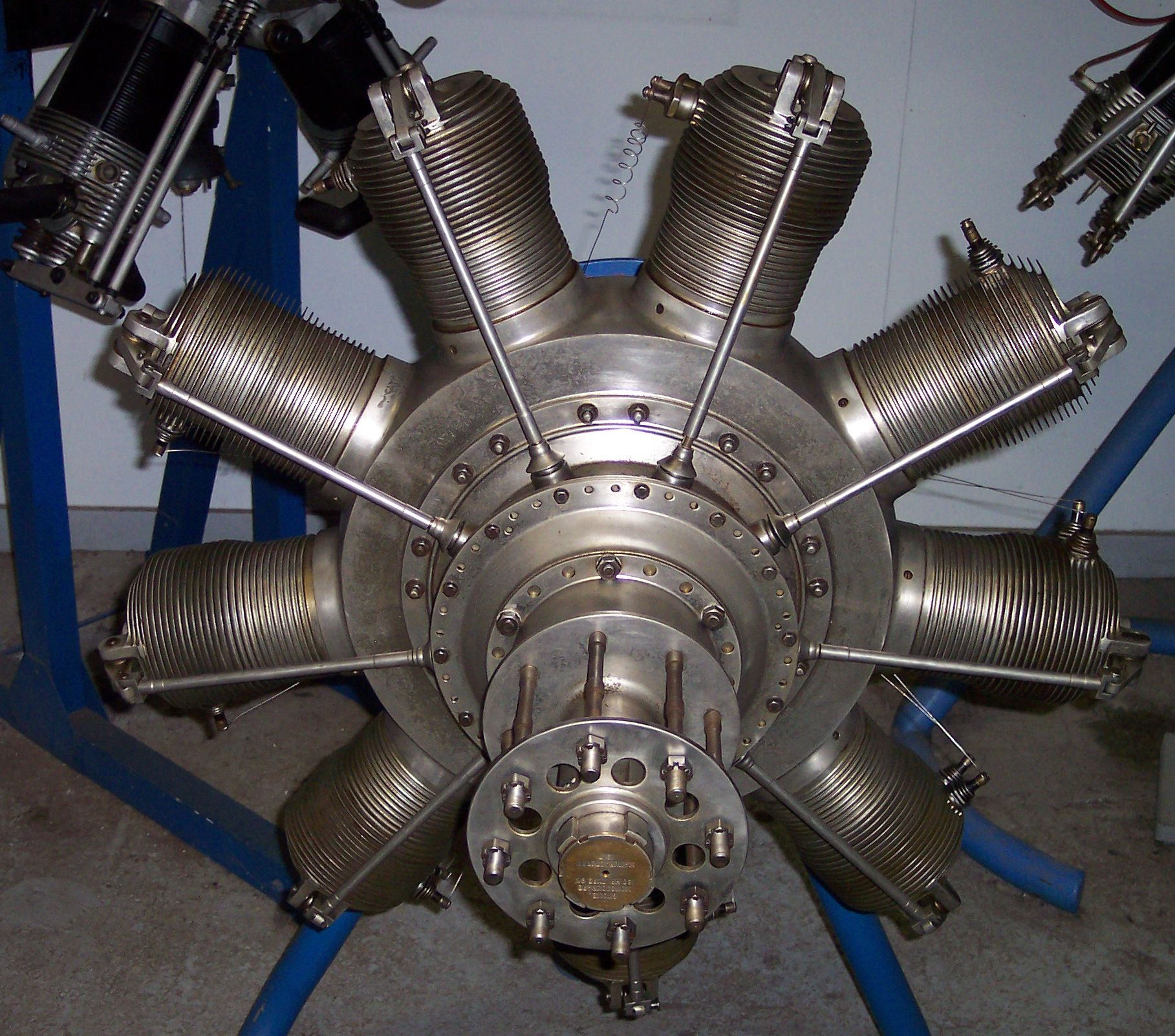
Umlaufmotor Gnôme 9N Monosoupape

## Technische Daten
| Kenngröße             | Daten (Frühjahr 1916)                                                                                                   |
| --------------------- | --- |
| Besatzung             | 1 Pilot |
| Länge                 | 7,68 m |
| Spannweite            | 8,61 m |
| Höhe                  | 2,91 m |
| Flügelfläche          | 23,18 m² |
| Leermasse             | 428 kg |
| max. Startmasse       | 654 kg |

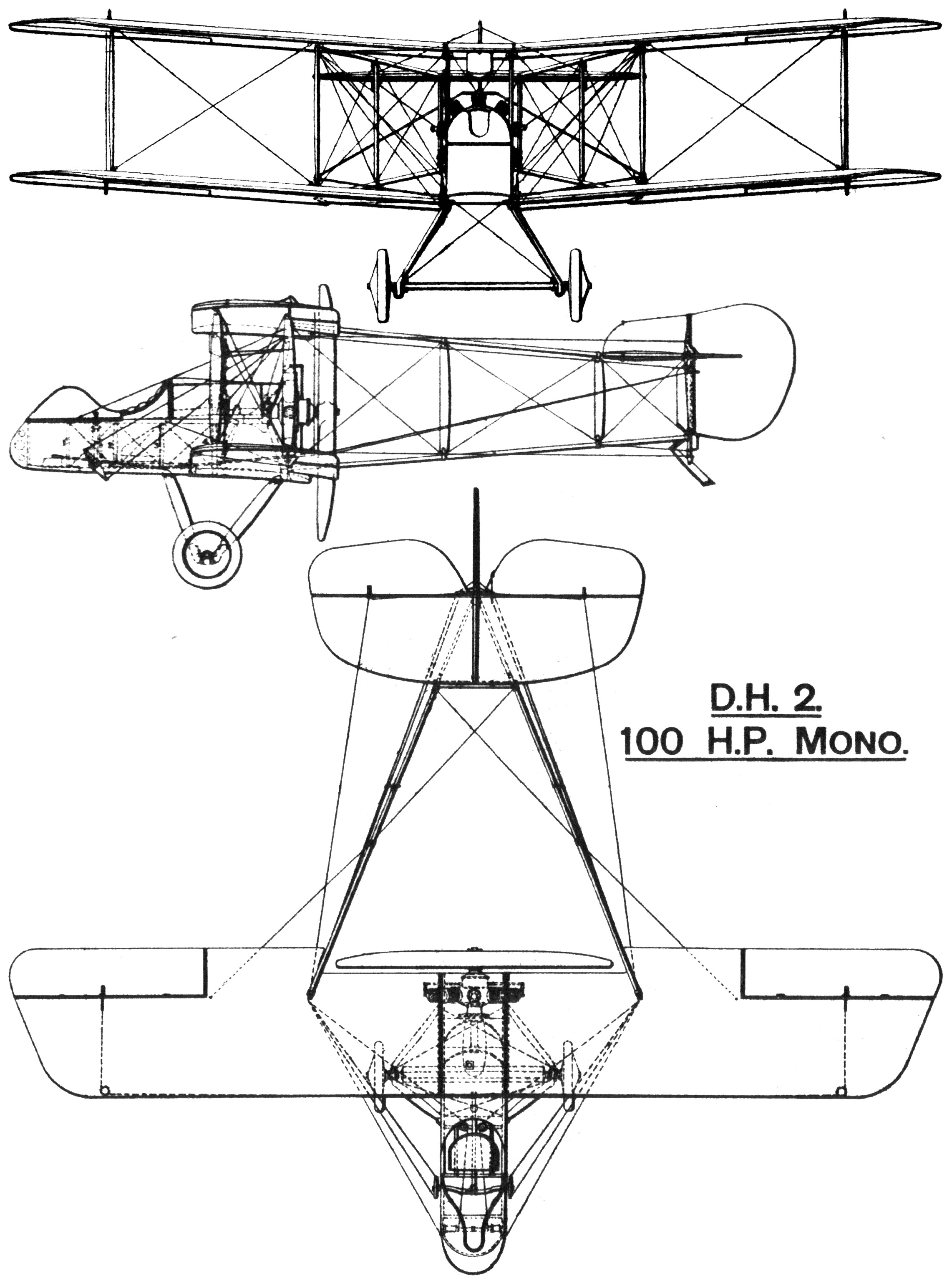
Risszeichnung Airco DH.2

| Antrieb               | 1 × Umlaufmotor Gnôme Monosoupape mit 74 kW (100 PS) einige Exemplare der letzten Baureihe: Le Rhône mit 81 kW (110 PS) |
| Höchstgeschwindigkeit | 150 km/h |
| Steigleistung         | ca. 11 min auf 1830 m                                                                                                   |
| Dienstgipfelhöhe      | 4265 m |
| Reichweite            | 2:45 h |
| Bewaffnung            | 1 × Lewis-MG 0.303 inch (7,7 mm)                                                                                        |